# Euphémisme
Un euphémisme, du grec ancien εὐφημισμός / euphēmismos, de φημί / phēmĩ, « dire, parler » avec le préfixe εὖ- / -eū, « bien »), est une figure de style qui consiste à atténuer l'expression de faits ou d'idées considérés comme désagréables dans le but d'adoucir la réalité. On parle aussi d'« euphémisme de bienséance » lorsqu'il y a déguisement d'idées désagréables. Il a pour antonyme l'hyperbole, ou plus rarement « dysphémisme »,. Souvent confondu avec la litote, cette dernière s'en différencie par l'absence de volonté de rendre un terme moins choquant.
L'euphémisation est l'emploi, parfois abusif, d'euphémismes.

## Exemples littéraires
- « Elle a vécu, Myrto, la jeune Tarentine… » (André Chénier, Les Bucoliques) : le poète entend par là que Myrto est morte.
- « Vivre est un village où j'ai mal rêvé. » : manière pour Aragon, qui a traversé deux guerres mondiales et les Grandes Purges staliniennes, de dire que le monde entier est un cauchemar.

## Exemples par thèmes

### Géopolitique
- « Pays en développement », « pays en voie de développement », « pays du sud » ou « pays émergents » pour désigner les pays sous-développés (par opposition aux « pays développés », en grande majorité situés au Nord).
- « Opération militaire spéciale » pour présenter l'invasion de l'Ukraine par Vladimir Poutine sans l'appeler guerre[5].

### Société
- « SDF » pour « sans domicile fixe » dans la terminologie policière et administrative (auparavant : « vagabond », « mendiant », « clochard »), alors que le SDF est souvent « sans domicile » tout court (un « sans abri ») ; en outre ce sigle, dépourvu de sens propre, évite l'emploi de mots désignant clairement la réalité gênante.
- « Troisième âge », « senior » pour vieillesse, vieux.
- « Défavorisé », « économiquement fragile » ou « modeste » pour pauvre[6].
- « Migrant » pour « immigré » ou « réfugié »[7].
- « Intégration » dans l'usage français, pour « assimilation (volontaire) des populations étrangères », le terme « assimilation (forcée) » étant devenu quasiment tabou.
- « Restructuration » ou Plan de sauvegarde de l'emploi pour licenciements.

### Relations commerciales
- « Votre facture évolue, les tarifs évoluent », expression utilisée pour dissimuler une augmentation.
- « Pause » pour les spots publicitaires.

### Handicap
- « Handicap » est un euphémisme pour « infirmité » ou « invalidité ». Le pape Jean-Paul II avait évoqué les « victimes de la vie ».
- « Non-voyant » pour désigner un aveugle (toutefois, « malvoyant » n'est pas un euphémisme, mais une réelle différenciation entre les vrais aveugles et les personnes à qui il reste un peu de vue, même infime, mais qui sont tout de même handicapées).
- « Malentendant » pour désigner un sourd dans le langage courant (toutefois médicalement, il existe une réelle différence entre un sourd qui a perdu toute perception sonore et un malentendant qui n'a perdu qu'une partie de cette perception).
- « Être diminué » pour signifier « être handicapé ».
- « Enveloppée », « ronde », « fort », « costaud » pour désigner une personne présentant une surcharge pondérale importante, voire obèse.
- « Personne à mobilité réduite » peut être un euphémisme, lorsqu'il s'applique à des paraplégiques par exemple, mais surtout il permet de prendre en compte les personnes dont la mobilité est réduite par d'autres facteurs que le handicap physique permanent : voyageur chargé de valises, utilisation de poussette, ou de béquilles à cause d'un plâtrage provisoire…).
- « Personne de petite taille » pour désigner une personne atteinte de nanisme.

### Mort
Les euphémismes sont monnaie courante pour parler de la mort, de la maladie ou du deuil, ces sujets étant anxiogènes et susceptibles de heurter la sensibilité des interlocuteurs.
- Un cadavre : « dépouille mortelle », « corps sans vie ».

- La maladie :
  - « mourir des suites d'une longue maladie » pour « mourir d'un cancer »[8],[9].
- Être gravement blessé :
  - « pronostic vital engagé », euphémisme emprunté à la langue médicale et fortement usité dans les médias.
- Pour signifier le fait de mourir :

- « rejoindre les étoiles » ;
- « disparaître » ;
- « ne plus être » ;
- « s'éteindre » (c'est aussi une métaphore, puisque la vie est comparée à la flamme d'une bougie qui s'éteint) ;
- « nous quitter » ;
- « s'en aller » ;
- « partir dans un autre monde » ;
- « aller vers d'autres soleils » ;
- « passer de l'autre côté » ;
- « passer l'arme à gauche » ;
- « rejoindre » (ses aïeux, etc.) ;
- « être fauché (‹dans la fleur de l'âge›, poncif) » (formule qui peut également être considérée comme une hyperbole selon le contexte) ;
- « être emporté » ;
- « prendre congé de la vie » ;
- « manger des pissenlits par la racine ».

- La mort :
  - « la Faucheuse » ;
  - « la voyageuse de nuit » (c'est aussi une métaphore puisque la mort est comparée à l'obscurité de la nuit) ;
  - « la disparition » ;
  - « le rappel à Dieu » ;
  - « la perte cruelle » ;
  - « le repos éternel ».
- Le cimetière :
  - « le boulevard des allongés » ;
  - « la demeure d'éternité ».

### Sexe
- « Promiscuité », « intimité », « relations intimes », « être intime de » pour désigner des relations sexuelles.
- « Connaître au sens biblique » pour désigner des relations sexuelles.
- « Du plaisir » pour désigner les relations sexuelles (c'est aussi une métonymie, puisque le sexe est désigné par l'un de ses effets).
- « Payer en nature » pour signifier avoir « des relations sexuelles en échange d'un service » (c'est aussi une syllepse de sens).
- « Nuits partagées » pour signifier des soirées ponctuées de relations sexuelles.
- « Coucher avec ou ensemble » pour vouloir dire que l'on a des relations sexuelles avec quelqu'un.
- « Sans tabous », « ne pas avoir de tabous » pour désigner des pratiques sexuelles jugées plus extrêmes (sodomie, BDSM…).

### Guerre
- « Pacification » pour désigner une opération militaire (c'est aussi une métonymie, puisque la guerre est désignée par l'un de ses effets supposés).
- « Théâtre des opérations » pour champ de bataille.
- « Exécuter un otage » pour « tuer un otage ».
- « Croiser le fer » pour s'opposer lors d'un conflit, être en conflit.
- « Ratissage » (comme pour les feuilles mortes ou les mauvaises herbes), « nettoyage » pour désigner une opération militaire (c'est aussi une analogie, puisque l'adversaire est considéré comme de la saleté, de la poussière ou du chiendent) ou même un « génocide ».
- « Frappe chirurgicale » ou « frappe ciblée » pour désigner un bombardement.
- « Dommages collatéraux » pour désigner la mort de civils ou des dégâts sur un pays voisin non belligérant.
- « Événements », « insurrection » pour désigner de violents combats, voire une guerre : « les événements d'Algérie » pour désigner la guerre d'Algérie.
- « Balle perdue » pour désigner une erreur de tir (c'est aussi une synecdoque, puisque le tir est désigné par le projectile).
- « Feu ami » (de l'anglais friendly fire), pour un tir blessant ou tuant ses propres troupes.
- « Munition » pour désigner les munitions « de guerre » : bombes, balles, etc.

### Crime
- « Solution finale » pour le génocide des Juifs selon le code des nazis.
- « Réinstallation à l'Est » pour désigner la déportation vers les centres d'extermination nazis et les autres lieux d'exécutions de masse.
- « Traitement spécial » pour désigner l'assassinat en masse, notamment par les gaswagen et chambres à gaz.
- « Contrat » pour assassinat commandité.
- « Tué » pour « assassiné » dans le cas de victimes de terroristes islamistes[10].
- « Coup de couteau circulaire au niveau de la gorge », « blessure à la gorge », « blessure au couteau » ou encore « blessure en haut du corps » pour « égorgement »[10].
- « Pas accidentel » au lieu de « criminel »[10].
- « Opération », « attaque sanglante » ou « fusillade meurtrière » pour « attentat »[10].
- « Ex-activiste » pour « terroriste d'extrême-gauche » (à propos de Cesare Battisti)[10],[11].

### Police
- « Une régulation phonique », pour une clé d'étranglement réalisée par un policier et notamment destinée à atténuer les cris d'un contrevenant.
- « Blessé à la vision » pour « éborgné » (par un tir de Flash-Ball)[10].

## Définition

### Définition linguistique
Au contraire d'autres figures, l'euphémisme ne met pas en œuvre de réels moyens techniques et linguistiques : on le repère par l'effet qu'il produit, et par un écart constaté avec la réalité ou l'idée masquée. La figure s'appuie principalement — et c'est là sa spécificité qui en fait un procédé fondateur de l'ironie — sur des figures dites du « voisinage » qui sont :
- la métonymie, on parle alors d'« euphémismes métonymiques » (ou « métalepse ») comme dans « Il s'est blessé à la selle » pour ne pas parler du postérieur, ou dans « Les événements de Mai 68 » par métonymie avec les barricades et défilés revendicateurs ;
- la périphrase, on parle alors d'« euphémismes périphrastiques », par exemple dans les expressions administratives consacrées telles : « les demandeurs d'emplois » pour « les chômeurs » ou « les personnes du troisième âge » pour « les vieux ». À noter que la périphrase peut alors s'appuyer elle-même sur une synecdoque ou une métonymie comme dans « une longue maladie » pour désigner le cancer qui appartient à une liste de maladie ;
- l'emprunt d'un terme d'une autre langue : « il est dead ! » (de l'anglais) pour « il est mort » par exemple. Des mots passés dans la langue ont sûrement été incorporés en raison de la dimension d'euphémisme qu'ils apportaient à des réalités difficiles à évoquer comme pour l'expression « water-closet » abrégée en « WC » (on peut même parler d'un double euphémisme : l'emprunt puis l'abréviation) ;[citation nécessaire]
- la litote, on parle alors de « litote euphémique », permet de dire moins que la réalité qu'elle désigne : « il est assez fatigué » pour dire notamment « il est gravement malade » ;
- l'antiphrase, on parle alors d'« euphémisme antiphrastique », comme dans l'expression grecque « Euménides » qui signifie « bienveillantes » et qui désigne les divinités de la vengeance qui terrifiaient les grecs et qui ont pour véritable nom « Erinyes ».

Le recours à des néologismes latins ou grecs masque également des euphémismes de bienséance comme dans « phallus » pour « sexe masculin », « coitus » pour « acte de pénétration », « demencia praecox » pour « schizophrénie » et souvent liés à la sexualité, introduits notamment par les sciences humaines comme la psychanalyse.
Des mots de la langue sont également des euphémismes: des substantifs comme « tumeur » pour « cancer », des verbes comme « supprimer » pour « tuer », et des locutions verbales comme « chatouiller les côtes » pour « battre ».

### Définition stylistique
Étymologiquement, l'euphémisme a à voir avec la superstition, en effet l'expression peut se paraphraser par : « parler sans prononcer aucune parole de mauvais augure ». La figure ne met pas en œuvre de procédé spécifique puisqu'elle se fonde sur d'autres figures de style ; en réalité on le découvre par ses effets, variés et liés aux raisons qui motivent l'adoucissement d'une idée insupportable et qui peuvent être :
- superstition devant la mort (étymologie du terme d'ailleurs), par exemple dans l'expression « Il est parti » pour remplacer celle de « Il est mort » ;
- raisons d'ordre politique, dans les discours officiels notamment : la guerre d'Algérie par exemple est appelée « La guerre sans nom » ;
- la simple convenance et bienséance : on dit « Le petit coin » pour désigner les toilettes ;
- le langage sublime ou précieux, bourgeois également qui utilise des « euphémismes périphrastiques » pour faire allusion aux réalités prosaïques ; à ce titre la poésie y a recours pour dépasser les mots vulgaires.

Des termes ne sont des euphémismes que par leur emploi dans un contexte donné : ainsi, « malentendant » n'est pas un euphémisme si ce terme désigne une personne dont l'acuité auditive est diminuée, mais seulement si la personne ne perçoit aucun son, et que le locuteur veut éviter l'usage du terme « sourd ».
On a recours à l'euphémisme à tous les niveaux de langage, dans l'argot et dans la langue populaire comme dans l'académisme. La littérature elle-même s'y plie, comme chez Gustave Flaubert dans L'Éducation sentimentale où il dépeint le personnage de Rosanette qui se « laisse renverser sur [un] divan » par Frédéric Moreau : euphémisme pour désigner l'acte sexuel - expression qui s'explique notamment par le fait que l'auteur a été auparavant accusé d'outrage à la morale après la publication de son Madame Bovary, mais qui s'explique aussi par le choc de Frédéric lui-même.
Bien que souvent sérieux, servant de paravent à une dure réalité inacceptable ou dérangeante, l'euphémisme peut être employé à des fins humoristiques.

### Genres concernés
La figure de l'euphémisme est omniprésente dans l'expression du « politiquement correct », et massivement utilisée en temps de guerre, notamment comme composante de la propagande : dans ce cas, l'euphémisme a pour effet de diminuer l'impact d'une information sur le moral de la population afin de conserver son soutien.
Les onomatopées des bandes dessinées sont des euphémismes, bien que le recours aux signes iconiques peut être considéré comme universel et tout simplement informatif.
Au cinéma, certains scénarios sont fondés sur des points de vue permettant d'atténuer, par euphémisme visuel, des scènes choquantes. Ainsi, dans Pelle le conquérant de Bille August, le récit se déroule par les yeux de l'enfant éponyme, de façon que les événements violents demeurent dans le hors-scène (castration du mari par sa femme, révolte d'ouvriers entre autres).

### Figures proches
- Figure « mère » : aucune.
- Figures « filles » : aucune.
- Paronymes : aucun.
- Synonymes : périphrase, politiquement correct.
- Antonymes : hyperbole.